# ميشيلا دولينوفا
ميشيلا دولينوفا (بالتشيكية: Michaela Dolinová)‏ هي ممثلة تشيكية، ولدت في 16 مارس 1964 بفريدك-ميستك في التشيك.

## وصلات خارجية
- ميشيلا دولينوفا على موقع IMDb (الإنجليزية)
- ميشيلا دولينوفا على موقع قاعدة بيانات الفيلم (الإنجليزية)
- ميشيلا دولينوفا على موقع كينوبويسك (الروسية)